# Dans la forêt (film, 2016)
Pour les articles homonymes, voir Dans la forêt.
Ne doit pas être confondu avec Into the Forest ou À travers la forêt.
Pour plus de détails, voir Fiche technique et Distribution.
Dans la forêt est un thriller franco-suédois réalisé par Gilles Marchand et sorti en 2016.

## Synopsis
Deux jeunes garçons dont les parents sont divorcés partent passer leurs vacances en Suède chez leur père. Celui-ci leur propose de partir en forêt rejoindre une maison perdue dans les bois, au bord d'un lac. Benjamin, le fils aîné commence à s'inquiéter du comportement étrange de son père. De son côté, ce dernier est persuadé que son plus jeune fils, Tom, a un don et qu'il perçoit des choses invisibles… Insomniaque, le père se laisse gagner par une sorte de folie croissante à mesure du séjour et les enfants sont de plus en plus effrayés par son comportement étrange et ses sautes d'humeur.
Après que Benjamin a fui, tout seul, la maison des bois, le père s'enfonce avec Tom dans la forêt, traînant une barque pour traverser les lacs.

## Fiche technique
Sauf indication contraire, les informations mentionnées dans cette section peuvent être confirmées par la base de données cinématographiques IMDb,  présente dans la section « Liens externes ».
- Titre : Dans la forêt
- Réalisation : Gilles Marchand
- Scénario : Gilles Marchand et Dominik Moll
- Musique : Philippe Schoeller
- Montage : Yann Dedet
- Photographie : Jeanne Lapoirie
- Décors : Gilles Balabaud
- Costumes : Virginie Montel
- Production : Mina Driouche, Jérémie Elkaïm, Valérie Donzelli, Simon Perry, Christer Nilson, Frida Hallberg et Olivier Guerpillon
- Sociétés de production : Les Films de Françoise, Götafilm et Film i Väst, en association avec la SOFICA Cinémage 10
- Société de distribution : Pyramide Distribution (France)
- Pays d'origine :  France et  Suède
- Langues originales : français, suédois et anglais
- Durée : 103 minutes
- Dates de sortie :
  - Suisse : 6 août 2016 (Festival de Locarno)
  - Royaume-Uni : 5 octobre 2016 (Festival de Londres)
  - France : 13 décembre 2016 (Festival des Arcs ; 27 janvier 2017 (Festival Drôle d'endroit pour des rencontres) ; 15 février 2017 (sortie nationale)

## Distribution
- Jérémie Elkaïm : le père
- Timothé Vom Dorp : Tom
- Théo Van de Voorde : Benjamin
- Mika Zimmerman : l'homme défiguré
- Mireille Perrier : la pédopsychiatre
- Sophie Quinton : la mère
- Kristell Bizien : l'hôtesse de l'air
- Marite Mibalo Johansson : Madame Bla
- Anders Eriksson : Henrik
- Freddy Rasch-Olsen : le réceptionniste de l'hôtel
- Emil Roos Lindgren : le randonneur barbu
- Fredrik Carlsson : le randonneur
- Anna Åström : la randonneuse
- Viktor Lundin : le noyé
- Jesper Höglund et Gilles Balabaud : les bûcherons

## Accueil

### Réception critique
Pour Jean-François Rauger, dans Le Monde, « efficacement orchestrée, la montée de l’angoisse procède, non pas de l’épouvante d’un monde surnaturel, mais de l’horreur d’une réalité triviale. »
Dans Télérama, Jacques Morice trouve qu'« en favorisant une totale immersion dans les paysages, le réalisateur atteint une forme de fantastique poétique, où la peur se transforme en énergie positive. »
Le scénario de ce film ressemble beaucoup à celui du film américano-canadien Escapade fatale (titre anglais Edge Of Winter).

### Box-office
- Box-office France : moins de 50 000 entrées.